# Mabuya croizati
Mabuya croizati är en ödleart som beskrevs av  James Heathman Horton 1973. Mabuya croizati ingår i släktet Mabuya och familjen skinkar. Inga underarter finns listade i Catalogue of Life.